# RSV Hoekpolder
RSV Hoekpolder (Rijswijkse Sport Vereniging ) is een voormalige amateurvoetbalclub uit Rijswijk, Zuid-Holland, Nederland. De club bestond van 2006 tot en met 2015 en speelde op Sportpark Hoekpolder gelegen aan de Weidedreef in de Hoekpolder. Het standaardelftal van de club speelde in het laatste seizoen (2014/15) in de Derde klasse zondag van het KNVB-district West-II.

## Geschiedenis
De vereniging ontstond door een fusie op 1 juni 2006 tussen rkvv Dynamo '67 en  RFC '95. Op 1 juli 2015 werd de club ontbonden. Als fusieclub herbergt RSV Hoekpolder de geschiedenis van twaalf verenigingen.
Schematisch overzicht
| Clubnaam             | Ontstaan   | Fusiepartners                            | Bijzonderheden                                                                 |
| -------------------- | ---------- | ---------------------------------------- | ------------------------------------------------------------------------------ |
| RFC '95              | 01-07-1995 | DVJ/Bizon + De Flamingo's + Ec-So + Nivo | Rijswijkse Fusie Club Nivo sloot zich in 1997 hierbij aan                      |
| rkvv Dynamo '67      | 01-05-1967 |                                          | verzelfstandiging zaterdagvoetbalafdeling van rksv Juventas                    |
| DVJ/Bizon            | 01-07-1988 | DVJ + Bizon                              |                                                                                |
| Nivo                 | 21-08-1959 |                                          | Na Inspanning Volgt Ontspanning                                                |
| R.S.V. De Flamingo's | 01-06-1954 | De Spoorwegen + VDV                      |                                                                                |
| sv Ec-So             | 02-11-1934 |                                          | Economische- en Sociale Zaken                                                  |
| De Spoorwegen        | 01-04-1941 |                                          |                                                                                |
| VDV                  | 13-07-1939 |                                          | Vooruitgang Door Vriendschap                                                   |
| Bizon                | 01-07-1948 | BIZA + OKW                               | Binnenlandse Zaken-Onderwijs later gewijzigd in Binnenlandse Zaken Ontspanning |
| DVJ                  | 04-10-1945 |                                          | Departement Van Justitie                                                       |
| BIZA                 | 01-01-1946 |                                          | (Ministerie van) Binnenlandse Zaken                                            |
| OKW                  | 01-01-1946 |                                          | (Ministerie van) Onderwijs, Kunsten en Wetenschappen                           |

### Stamboom
|                     |                     |                     |                     |                     |                     |                   |                   |                                   |                                   |                                   |                                   |                                   |                                   |                             |                             |                             |                             |                    |                    |                    |                    |                   |                   | BIZA (01 jan 1946)      | BIZA (01 jan 1946)      | BIZA (01 jan 1946)                         | BIZA (01 jan 1946)                         | BIZA (01 jan 1946)                         | BIZA (01 jan 1946)                         |                                            |                                            | OKW (01 jan 1946)   | OKW (01 jan 1946)   | OKW (01 jan 1946)             | OKW (01 jan 1946)             | OKW (01 jan 1946)             | OKW (01 jan 1946)             |                               |                               |                             |                             |                             |                             |                             |                             |                                    |                                    | FVV (? - 1932)                     | FVV (? - 1932)                     | FVV (? - 1932)                          | FVV (? - 1932)                          | FVV (? - 1932)                          | FVV (? - 1932)                          |                                         |                                         |                              |                              |                           |                           |                              |                              |                              |                              |                              |                              |  |  |
|                     |                     |                     |                     |                     |                     |                   |                   |                                   |                                   |                                   |                                   |                                   |                                   |                             |                             |                             |                             |                    |                    |                    |                    |                   |                   | BIZA (01 jan 1946)      | BIZA (01 jan 1946)      | BIZA (01 jan 1946)                         | BIZA (01 jan 1946)                         | BIZA (01 jan 1946)                         | BIZA (01 jan 1946)                         |                                            |                                            | OKW (01 jan 1946)   | OKW (01 jan 1946)   | OKW (01 jan 1946)             | OKW (01 jan 1946)             | OKW (01 jan 1946)             | OKW (01 jan 1946)             |                               |                               |                             |                             |                             |                             |                             |                             |                                    |                                    | FVV (? - 1932)                     | FVV (? - 1932)                     | FVV (? - 1932)                          | FVV (? - 1932)                          | FVV (? - 1932)                          | FVV (? - 1932)                          |                                         |                                         |                              |                              |                           |                           |                              |                              |                              |                              |                              |                              |  |  |
|                     |                     |                     |                     |                     |                     |                   |                   |                                   |                                   |                                   |                                   |                                   |                                   |                             |                             |                             |                             |                    |                    |                    |                    |                   |                   |                         |                         |                                            |                                            |                                            |                                            |                                            |                                            |                     |                     |                               |                               |                               |                               |                               |                               |                             |                             |                             |                             |                             |                             |                                    |                                    |                                    |                                    |                                         |                                         |                                         |                                         |                                         |                                         |                              |                              |                           |                           |                              |                              |                              |                              |                              |                              |  |  |
|                     |                     |                     |                     | VDV (13 jul 1939)   | VDV (13 jul 1939)   | VDV (13 jul 1939) | VDV (13 jul 1939) | VDV (13 jul 1939)                 | VDV (13 jul 1939)                 |                                   |                                   | De Spoorwegen (01 apr 1941)       | De Spoorwegen (01 apr 1941)       | De Spoorwegen (01 apr 1941) | De Spoorwegen (01 apr 1941) | De Spoorwegen (01 apr 1941) | De Spoorwegen (01 apr 1941) |                    |                    | DVJ (04 okt 1945)  | DVJ (04 okt 1945)  | DVJ (04 okt 1945) | DVJ (04 okt 1945) | DVJ (04 okt 1945)       | DVJ (04 okt 1945)       |                                            |                                            | Bizon (01 jul 1948)                        | Bizon (01 jul 1948)                        | Bizon (01 jul 1948)                        | Bizon (01 jul 1948)                        | Bizon (01 jul 1948) | Bizon (01 jul 1948) |                               |                               |                               |                               |                               |                               | RKSV Juventas (26 okt 1946) | RKSV Juventas (26 okt 1946) | RKSV Juventas (26 okt 1946) | RKSV Juventas (26 okt 1946) | RKSV Juventas (26 okt 1946) | RKSV Juventas (26 okt 1946) |                                    |                                    |                                    |                                    |                                         |                                         | RKVV Wit Blauw (24 aug 1925)            | RKVV Wit Blauw (24 aug 1925)            | RKVV Wit Blauw (24 aug 1925)            | RKVV Wit Blauw (24 aug 1925)            | RKVV Wit Blauw (24 aug 1925) | RKVV Wit Blauw (24 aug 1925) |                           |                           | VV Zwart Blauw (22 jun 1918) | VV Zwart Blauw (22 jun 1918) | VV Zwart Blauw (22 jun 1918) | VV Zwart Blauw (22 jun 1918) | VV Zwart Blauw (22 jun 1918) | VV Zwart Blauw (22 jun 1918) |  |  |
|                     |                     |                     |                     | VDV (13 jul 1939)   | VDV (13 jul 1939)   | VDV (13 jul 1939) | VDV (13 jul 1939) | VDV (13 jul 1939)                 | VDV (13 jul 1939)                 |                                   |                                   | De Spoorwegen (01 apr 1941)       | De Spoorwegen (01 apr 1941)       | De Spoorwegen (01 apr 1941) | De Spoorwegen (01 apr 1941) | De Spoorwegen (01 apr 1941) | De Spoorwegen (01 apr 1941) |                    |                    | DVJ (04 okt 1945)  | DVJ (04 okt 1945)  | DVJ (04 okt 1945) | DVJ (04 okt 1945) | DVJ (04 okt 1945)       | DVJ (04 okt 1945)       |                                            |                                            | Bizon (01 jul 1948)                        | Bizon (01 jul 1948)                        | Bizon (01 jul 1948)                        | Bizon (01 jul 1948)                        | Bizon (01 jul 1948) | Bizon (01 jul 1948) |                               |                               |                               |                               |                               |                               | RKSV Juventas (26 okt 1946) | RKSV Juventas (26 okt 1946) | RKSV Juventas (26 okt 1946) | RKSV Juventas (26 okt 1946) | RKSV Juventas (26 okt 1946) | RKSV Juventas (26 okt 1946) |                                    |                                    |                                    |                                    |                                         |                                         | RKVV Wit Blauw (24 aug 1925)            | RKVV Wit Blauw (24 aug 1925)            | RKVV Wit Blauw (24 aug 1925)            | RKVV Wit Blauw (24 aug 1925)            | RKVV Wit Blauw (24 aug 1925) | RKVV Wit Blauw (24 aug 1925) |                           |                           | VV Zwart Blauw (22 jun 1918) | VV Zwart Blauw (22 jun 1918) | VV Zwart Blauw (22 jun 1918) | VV Zwart Blauw (22 jun 1918) | VV Zwart Blauw (22 jun 1918) | VV Zwart Blauw (22 jun 1918) |  |  |
|                     |                     |                     |                     |                     |                     |                   |                   |                                   |                                   |                                   |                                   |                                   |                                   |                             |                             |                             |                             |                    |                    |                    |                    |                   |                   |                         |                         |                                            |                                            |                                            |                                            |                                            |                                            |                     |                     |                               |                               |                               |                               |                               |                               |                             |                             |                             |                             |                             |                             |                                    |                                    |                                    |                                    |                                         |                                         |                                         |                                         |                                         |                                         |                              |                              |                           |                           |                              |                              |                              |                              |                              |                              |  |  |
|                     |                     |                     |                     |                     |                     |                   |                   |                                   |                                   |                                   |                                   |                                   |                                   |                             |                             |                             |                             |                    |                    |                    |                    |                   |                   |                         |                         |                                            |                                            |                                            |                                            |                                            |                                            |                     |                     |                               |                               |                               |                               |                               |                               |                             |                             |                             |                             |                             |                             |                                    |                                    |                                    |                                    |                                         |                                         |                                         |                                         |                                         |                                         |                              |                              |                           |                           |                              |                              |                              |                              |                              |                              |  |  |
| Ec-So (02 nov 1934) | Ec-So (02 nov 1934) | Ec-So (02 nov 1934) | Ec-So (02 nov 1934) | Ec-So (02 nov 1934) | Ec-So (02 nov 1934) |                   |                   | R.S.V.De Flamingo's (01 jun 1954) | R.S.V.De Flamingo's (01 jun 1954) | R.S.V.De Flamingo's (01 jun 1954) | R.S.V.De Flamingo's (01 jun 1954) | R.S.V.De Flamingo's (01 jun 1954) | R.S.V.De Flamingo's (01 jun 1954) |                             |                             | NIVO (01 aug 1959)          | NIVO (01 aug 1959)          | NIVO (01 aug 1959) | NIVO (01 aug 1959) | NIVO (01 aug 1959) | NIVO (01 aug 1959) |                   |                   | DVJ/Bizon (01 jul 1988) | DVJ/Bizon (01 jul 1988) | DVJ/Bizon (01 jul 1988)                    | DVJ/Bizon (01 jul 1988)                    | DVJ/Bizon (01 jul 1988)                    | DVJ/Bizon (01 jul 1988)                    |                                            |                                            |                     |                     |                               |                               |                               |                               |                               |                               |                             |                             |                             |                             |                             |                             | De Valkeniers (01 aug 1926 - 1990) | De Valkeniers (01 aug 1926 - 1990) | De Valkeniers (01 aug 1926 - 1990) | De Valkeniers (01 aug 1926 - 1990) | De Valkeniers (01 aug 1926 - 1990)      | De Valkeniers (01 aug 1926 - 1990)      |                                         |                                         |                                         |                                         |                              |                              |                           |                           |                              |                              |                              |                              |                              |                              |  |  |
| Ec-So (02 nov 1934) | Ec-So (02 nov 1934) | Ec-So (02 nov 1934) | Ec-So (02 nov 1934) | Ec-So (02 nov 1934) | Ec-So (02 nov 1934) |                   |                   | R.S.V.De Flamingo's (01 jun 1954) | R.S.V.De Flamingo's (01 jun 1954) | R.S.V.De Flamingo's (01 jun 1954) | R.S.V.De Flamingo's (01 jun 1954) | R.S.V.De Flamingo's (01 jun 1954) | R.S.V.De Flamingo's (01 jun 1954) |                             |                             | NIVO (01 aug 1959)          | NIVO (01 aug 1959)          | NIVO (01 aug 1959) | NIVO (01 aug 1959) | NIVO (01 aug 1959) | NIVO (01 aug 1959) |                   |                   | DVJ/Bizon (01 jul 1988) | DVJ/Bizon (01 jul 1988) | DVJ/Bizon (01 jul 1988)                    | DVJ/Bizon (01 jul 1988)                    | DVJ/Bizon (01 jul 1988)                    | DVJ/Bizon (01 jul 1988)                    |                                            |                                            |                     |                     |                               |                               |                               |                               |                               |                               |                             |                             |                             |                             |                             |                             | De Valkeniers (01 aug 1926 - 1990) | De Valkeniers (01 aug 1926 - 1990) | De Valkeniers (01 aug 1926 - 1990) | De Valkeniers (01 aug 1926 - 1990) | De Valkeniers (01 aug 1926 - 1990)      | De Valkeniers (01 aug 1926 - 1990)      |                                         |                                         |                                         |                                         |                              |                              |                           |                           |                              |                              |                              |                              |                              |                              |  |  |
|                     |                     |                     |                     |                     |                     |                   |                   |                                   |                                   |                                   |                                   |                                   |                                   |                             |                             |                             |                             |                    |                    |                    |                    |                   |                   |                         |                         |                                            |                                            |                                            |                                            |                                            |                                            |                     |                     |                               |                               |                               |                               |                               |                               |                             |                             |                             |                             |                             |                             |                                    |                                    |                                    |                                    |                                         |                                         |                                         |                                         |                                         |                                         |                              |                              |                           |                           |                              |                              |                              |                              |                              |                              |  |  |
|                     |                     |                     |                     |                     |                     |                   |                   |                                   |                                   |                                   |                                   |                                   |                                   |                             |                             |                             |                             |                    |                    |                    |                    |                   |                   |                         |                         |                                            |                                            |                                            |                                            |                                            |                                            |                     |                     |                               |                               |                               |                               |                               |                               |                             |                             |                             |                             |                             |                             |                                    |                                    |                                    |                                    |                                         |                                         |                                         |                                         |                                         |                                         |                              |                              |                           |                           |                              |                              |                              |                              |                              |                              |  |  |
|                     |                     |                     |                     |                     |                     |                   |                   |                                   |                                   |                                   |                                   | RFC '95 (01 jul 1995)             | RFC '95 (01 jul 1995)             | RFC '95 (01 jul 1995)       | RFC '95 (01 jul 1995)       | RFC '95 (01 jul 1995)       | RFC '95 (01 jul 1995)       |                    |                    |                    |                    |                   |                   |                         |                         |                                            |                                            |                                            |                                            |                                            |                                            |                     |                     | RKVV Dynamo '67 (01 mei 1967) | RKVV Dynamo '67 (01 mei 1967) | RKVV Dynamo '67 (01 mei 1967) | RKVV Dynamo '67 (01 mei 1967) | RKVV Dynamo '67 (01 mei 1967) | RKVV Dynamo '67 (01 mei 1967) |                             |                             | RKSV Juventas (26 okt 1946) | RKSV Juventas (26 okt 1946) | RKSV Juventas (26 okt 1946) | RKSV Juventas (26 okt 1946) | RKSV Juventas (26 okt 1946)        | RKSV Juventas (26 okt 1946)        |                                    |                                    |                                         |                                         |                                         |                                         |                                         |                                         | SV Kijkduin (01 jun 1986)    | SV Kijkduin (01 jun 1986)    | SV Kijkduin (01 jun 1986) | SV Kijkduin (01 jun 1986) | SV Kijkduin (01 jun 1986)    | SV Kijkduin (01 jun 1986)    |                              |                              |                              |                              |  |  |
|                     |                     |                     |                     |                     |                     |                   |                   |                                   |                                   |                                   |                                   | RFC '95 (01 jul 1995)             | RFC '95 (01 jul 1995)             | RFC '95 (01 jul 1995)       | RFC '95 (01 jul 1995)       | RFC '95 (01 jul 1995)       | RFC '95 (01 jul 1995)       |                    |                    |                    |                    |                   |                   |                         |                         |                                            |                                            |                                            |                                            |                                            |                                            |                     |                     | RKVV Dynamo '67 (01 mei 1967) | RKVV Dynamo '67 (01 mei 1967) | RKVV Dynamo '67 (01 mei 1967) | RKVV Dynamo '67 (01 mei 1967) | RKVV Dynamo '67 (01 mei 1967) | RKVV Dynamo '67 (01 mei 1967) |                             |                             | RKSV Juventas (26 okt 1946) | RKSV Juventas (26 okt 1946) | RKSV Juventas (26 okt 1946) | RKSV Juventas (26 okt 1946) | RKSV Juventas (26 okt 1946)        | RKSV Juventas (26 okt 1946)        |                                    |                                    |                                         |                                         |                                         |                                         |                                         |                                         | SV Kijkduin (01 jun 1986)    | SV Kijkduin (01 jun 1986)    | SV Kijkduin (01 jun 1986) | SV Kijkduin (01 jun 1986) | SV Kijkduin (01 jun 1986)    | SV Kijkduin (01 jun 1986)    |                              |                              |                              |                              |  |  |
|                     |                     |                     |                     |                     |                     |                   |                   |                                   |                                   |                                   |                                   |                                   |                                   |                             |                             |                             |                             |                    |                    |                    |                    |                   |                   |                         |                         |                                            |                                            |                                            |                                            |                                            |                                            |                     |                     |                               |                               |                               |                               |                               |                               |                             |                             |                             |                             |                             |                             |                                    |                                    |                                    |                                    |                                         |                                         |                                         |                                         |                                         |                                         |                              |                              |                           |                           |                              |                              |                              |                              |                              |                              |  |  |
|                     |                     |                     |                     |                     |                     |                   |                   |                                   |                                   |                                   |                                   |                                   |                                   |                             |                             |                             |                             |                    |                    |                    |                    |                   |                   |                         |                         | RSV Hoekpolder (01 jun 2006 - 01 jul 2015) | RSV Hoekpolder (01 jun 2006 - 01 jul 2015) | RSV Hoekpolder (01 jun 2006 - 01 jul 2015) | RSV Hoekpolder (01 jun 2006 - 01 jul 2015) | RSV Hoekpolder (01 jun 2006 - 01 jul 2015) | RSV Hoekpolder (01 jun 2006 - 01 jul 2015) |                     |                     |                               |                               |                               |                               |                               |                               |                             |                             |                             |                             |                             |                             |                                    |                                    |                                    |                                    | VV JuVentaS (01 jul 1998 - 30 jun 2012) | VV JuVentaS (01 jul 1998 - 30 jun 2012) | VV JuVentaS (01 jul 1998 - 30 jun 2012) | VV JuVentaS (01 jul 1998 - 30 jun 2012) | VV JuVentaS (01 jul 1998 - 30 jun 2012) | VV JuVentaS (01 jul 1998 - 30 jun 2012) |                              |                              |                           |                           |                              |                              |                              |                              |                              |                              |  |  |

## Competitieresultaten 2007–2015
| 10 4A |

| 10 4C |

| 9 4C |

| 3 4D |

| 1 4B |

| 12 3C |

| 2 4C |

| 9 3C |

| 14 3C |

| Derde klasse | Vierde klasse |

In elke staaf van de grafiek staat van boven naar beneden vermeld: 
- Eindnotering

Dit is de positie die de club heeft bereikt in de competitie, zonder eventuele beslissings-, play-off- of nacompetitiewedstrijden die nodig zijn geweest om bijvoorbeeld de kampioen van de competitie te bepalen.
Indien een * achter het getal staat is de notering een tussenstand en kan het zijn dat de notering niet overeenkomt met de uiteindelijke eindstand van de competitie.
Staat er een - dan is het seizoen nog bezig en is er geen definitieve uitslag bekend.
Staat er xx op de positie van de notering, dan heeft de club vroegtijdig de competitie verlaten. Dit kan onder andere komen door terugtrekking van het team, faillissement van de club of door een uitgedeelde straf van de KNVB. In veel gevallen staat elders in het artikel de reden vermeld.
Staat er een ? dan is het resultaat uit het verleden onbekend, en is alleen de competitie of het niveau bekend van dat seizoen.
In de seizoenen 2019/20 en 2020/21 werd wegens de coronacrisis het amateurvoetbal afgebroken. Daardoor kennen deze staven geen eindklassering (middels -- weergegeven).
- Competitieniveau en afdelingsletter of Officiële eindstand Eredivisie
  - Competitieniveau en afdelingsletter

Hierbij geeft het getal het niveau weer, dat ook terug te vinden is in de legenda. De letter is de afdelingsaanduiding en wordt gebruikt wanneer er meer afdelingen zijn op hetzelfde niveau. De afdelingsletter is altijd een hoofdletter en wordt meestal zonder nummer gebruikt.
Voorbeeld: 2F is niveau 2e klasse competitie F.
Het competitieniveau en nummer wordt niet vermeld wanneer er slechts één competitie van dit niveau was.
  - Officiële eindstand Eredivisie (getal staat tussen haakjes vermeld)

Sinds de introductie van play-offwedstrijden voor Europees voetbal na afloop van de reguliere competitie in 2005/06, is de KNVB verplicht een eindstand van de Eredivisie door te geven aan de UEFA aan de hand van deze play-offwedstrijden.
Bij deze eindstand staan clubs die zich hebben gekwalificeerd voor Europees voetbal hoger dan clubs die zich niet wisten te kwalificeren. Indien er geen verschil was tussen de eindnotering en de officiële eindstand, staat dit getal niet vermeld.

- Onderafdeling

Hier staat afgekort de naam van de onderafdeling indien de club in dat jaar in een onderafdeling uitkwam. Tevens staat deze afkorting in de legenda en wordt gelinkt naar het artikel over deze onderafdeling. Deze afkorting wordt alleen vermeld wanneer de club in het verleden in verschillende onderafdelingen heeft gespeeld. Deze vermelding is in de staaf altijd in kleine letters. Deze onderafdelingen zijn na het seizoen 1995/96 afgeschaft. Heeft de club in slechts één onderafdeling gespeeld, dan is dit alleen terug te vinden in de legenda.
Onder de staaf staat het jaartal vermeld waarin het seizoen is afgesloten. 15 verwijst naar het seizoen 2014/15 of eventueel het seizoen 1914/15.
Wanneer een staaf leeg is, zijn deze gegevens niet bekend. Het kan ook zijn dat de club dat seizoen niet heeft meegespeeld op het hogere amateurniveau, vroegtijdig de competitie heeft verlaten of uit de competitie is gezet.

In het seizoen 1944/45 was er wegens de Tweede Wereldoorlog geen regulier competitievoetbal.
RVC Celeritas · RVV Semper Altius · HVV Te Werve · KRSV Vredenburch
Voormalig: Haaglandia · RSV Hoekpolder · RVC Rijswijk